# Oxford University A.F.C.
Oxford University Association Football Club – angielski klub piłkarski reprezentujący Uniwersytet w Oksfordzie.
Założony został w 1872 roku; jeden z najsilniejszych zespołów lat siedemdziesiątych XIX wieku. W sezonie 1873-74 triumfował w rozgrywkach o Puchar Anglii; w latach 1873, 1877 i 1880 docierał do finału. Sezon 1879-80 był ostatnim, w którym zespół Oxfordu przystąpił do tego turnieju.
Dziewiętnastowieczne, oryginalne stroje zespołu to czarno-białe koszule i białe spodenki.

## Piłkarze, którzy wystąpili w reprezentacji Anglii
W XIX wieku dwudziestu dwóch piłkarzy uniwersytetu Oxford wystąpiło w reprezentacji Anglii. Byli to:

- John Bain (1 występ)
- Arthur Berry (1 występ)
- Francis Birley (1 występ)
- William Bromley-Davenport (2 występy)
- Frederick Chappell (1 występ)
- Edmund Currey (2 występy)
- Tip Foster (1 występ)
- Henry Hammond (1 występ)
- Elphinstone Jackson (1 występ)
- Arnold Kirke-Smith (1 występ)
- Robert Stuart King (1 występ)
- William Oakley (4 występy)
- Cuthbert Ottaway (2 występy)
- Percival Parr (1 występ)
- George Raikes (4 występy)
- William Rawson (2 występy)
- G.O. Smith (7 występów)
- Robert Vidal (1 występ)
- Percy Walters (2 występy)
- Leonard Wilkinson (2 występy)
- Claude Wilson (1 występ)
- Charles Wreford-Brown (1 występ)

## Piłkarze, którzy wystąpili w reprezentacji Walii
Pięciu piłkarzy zespołu z Oksfordu wystąpiło dla reprezentacji Walii:
- Sydney Darvell (2 występy)
- William Evans (2 występy)
- Alexander Jones (1 występ)
- Hugh Morgan-Owen(2 występy)
- Morgan Morgan-Owen (5 występów)